# نگهبانان دافنگ
نگهبانان دافنگ (انگلیسی: Guardians of the Dafeng؛ چینی: 大奉打更人; پین‌یین: Dàfèng Dǎgēngrén) یک مجموعه تلویزیونی چینی محصول سال ۲۰۲۴ است که بر پایهٔ رمان اینترنتی به همین نام، نوشتهٔ مایبائو شیائولانگ‌جون اقتباس شده است. این مجموعهٔ تاریخی، ماجراجویی و فانتزی به کارگردانی دِنگ که است و دیلان وانگ و تیان شی‌وی در نقش‌های اصلی آن ایفای نقش کردند. این مجموعه از ۲۸ دسامبر ۲۰۲۴ از شبکه تلویزیونی سی‌سی‌تی‌وی ۸ و پلتفرم استریم تنسنت ویدئو پخش شد. همچنین به‌صورت بین‌المللی از طریق وی‌تی‌وی، ویو و دیزنی پلاس (ویژهٔ تایوان) نیز قابل دسترسی است.

## بازیگران

### اصلی
- دیلان وانگ در نقش شو چی‌آن

شخصیت اصلی داستان، کارمندی از دنیای معاصر و دانش‌آموختهٔ آکادمی پلیس است که ناگهان خود را در دنیایی تاریخی و موازی می‌یابد و به جای مأموری به نام «شو چی‌آن» (با نام محترمانه نینگ یان) زندگی می‌کند. در این دنیای جدید، او با بهره‌گیری از مهارت‌های کارآگاهی‌اش، در دل توطئه‌های سیاسی و موجودات ماورایی پیش می‌رود، رازهای پنهان را کشف می‌کند و برای بقا در فضای پیچیدهٔ آن تلاش می‌نماید.
- تیان شی‌وی در نقش شاهدخت لین‌آن

دختر دوم امپراتور یوان‌جینگ با عنوان رسمی شاهدخت لین‌آن؛ شاهدختی رنج‌کشیده که در آرزوی پذیرش و تأیید جایگاه خود در میان خاندان سلطنتی است و با وجود ناکامی‌های پیاپی، همچنان دست از تلاش نمی‌کشد.

## تولید

### توسعه
رمان اینترنتی دنباله‌دار دافنگ داگن‌رن نوشتهٔ مایبائو شیائولانگ‌جون در ماه اوت ۲۰۲۱ در پلتفرم چی‌دیان به پایان رسید. پس از اتمام رمان، نسخهٔ صوتی آن منتشر شد و روند تولید نسخه‌های انیمه، کمیک و اقتباس لایو اکشن نیز آغاز گردید.

### فیلم‌برداری
تصویربرداری نگهبانان دافنگ از ژوئیه ۲۰۲۳ آغاز شد و شرکت نیو کلاسیکس مدیا مسئولیت تولید را بر عهده گرفت. بخش عمده‌ای از مجموعه در هنگ‌دیان ورلد استودیوز ضبط شد و برخی از صحنه‌های فضای باز نیز در منطقهٔ سین‌کیانگ تصویربرداری شد.